# 小行星13010
小行星13010（13010 Germantitov）是一颗绕太阳运转的小行星，为主小行星带小行星。该小行星于1986年8月29日发现。

## 轨道参数
小行星13010的轨道半长轴为3.1332050 UA，离心率为0.098。